# Casa d'Orange-Nassau
La Casa d'Orange-Nassau (en neerlandès: Huis van Oranje-Nassau) és una branca de la Casa de Nassau que ha tingut un paper central en la vida política dels Països Baixos des que Guillem I d'Orange-Nassau organitzava la rebel·lió holandesa contra el domini espanyol, que després de la Guerra dels vuitanta anys conduïa a un estat holandès independent.
Uns quants membres de la casa exerciren durant i després d'aquesta guerra com a governadors o stadtholders (Stadhouder en neerlandès). Tanmateix, el 1815, després d'un període llarg com a república, els Països Baixos es convertien en una monarquia sota la Casa d'Orange-Nassau.
La dinastia s'establia com a resultat del matrimoni entre Enric III de Nassau-Breda, un comte de la família de la Casa de Nassau, i Claudia de Chalon-Orange de la Borgonya. Va ser el seu fill Renat de Châlon qui primer va adoptar el nou cognom d'"Orange-Nassau". Guillem I fou el seu nebot i successor.
El seu fill Renat va heretar al 1530 el Principat d'Orange del germà de la seva mare, Filibert de Chalon. Com el primer Nassau a ser el Príncep d'Orange, Renat podria haver utilitzat "Orange-Nassau" en el seu nou cognom. No obstant això, el seu oncle, en el seu testament, havia disposat que Renat continués utilitzant el nom de "Chalon-Orange". La història el coneix com Renat de Chalon. Després de la mort de Renat el 1544, el seu cosí Guillem de Nassau-Dillenburg heretà totes les seves terres. Aquest "Guillem I d'Orange-Nassau", també conegut com a "Guillem el Taciturn", es va convertir en el fundador de la Casa d'Orange-Nassau.
A la darreria del segle xvii, la família també va aportar un monarca britànic, el rei Guillem III, a qui s'atribueix provocar la Revolució Gloriosa.

## Orígens de la Casa de Nassau
El castell de Nassau va ser fundat al voltant del 1100 pel comte Dudo-Enric de Laurenburg, el fundador de la Casa de Nassau.
La primera persona a anomenar-se comte de Nassau fou Robert I, que visqué a la primera part del segle xii. El fills d'Enric II, Walram II i Otó I es partiren les possessions dels Nassau. Els descendents de Walram foren coneguts com la línia de Walram, que esdevindriem posteriorment Ducs de Nassau i Grans Ducs de Luxemburg. Els descendents d'Otó foren coneguts com la línia otoniana, que heretava les parts del comtat de Nassau i territoris a França i als Països Baixos.
La Casa d'Orange-Nassau prové de la branca otoniana. Engelbert I de Nassau, que va oferir els seus serveis al Duc de Borgonya, es casava amb una noble holandesa i heretava terres als Països Baixos, amb la baronia de Breda com el cor d'aquestes possessions.
La importància dels Nassaus augmentava durant els segles xvi i xvii. Enric III de Nassau-Breda va ser nomenat stadtholder d'Holanda i de Zelanda per Carles V en el començament del segle xvi. Enric va ser succeït per Renat de Nassau-Breda el 1538, que era Príncep d'Orange. Quan Renat va morir prematurament al camp de batalla el 1544, les seves possessions i el títol de príncep van passar al seu cosí, Guillem I d'Orange-Nassau, comte de Nassau-Dillenburg. Des de llavors els membres de la família s'anomenaren "Orange-Nassau".":vol3,pp3-4:37,107,139
Guillem I va tenir en un principi una estreta amistat amb Carles V i el seu fill Felip.

## La rebel·lió dels països baixos del nord

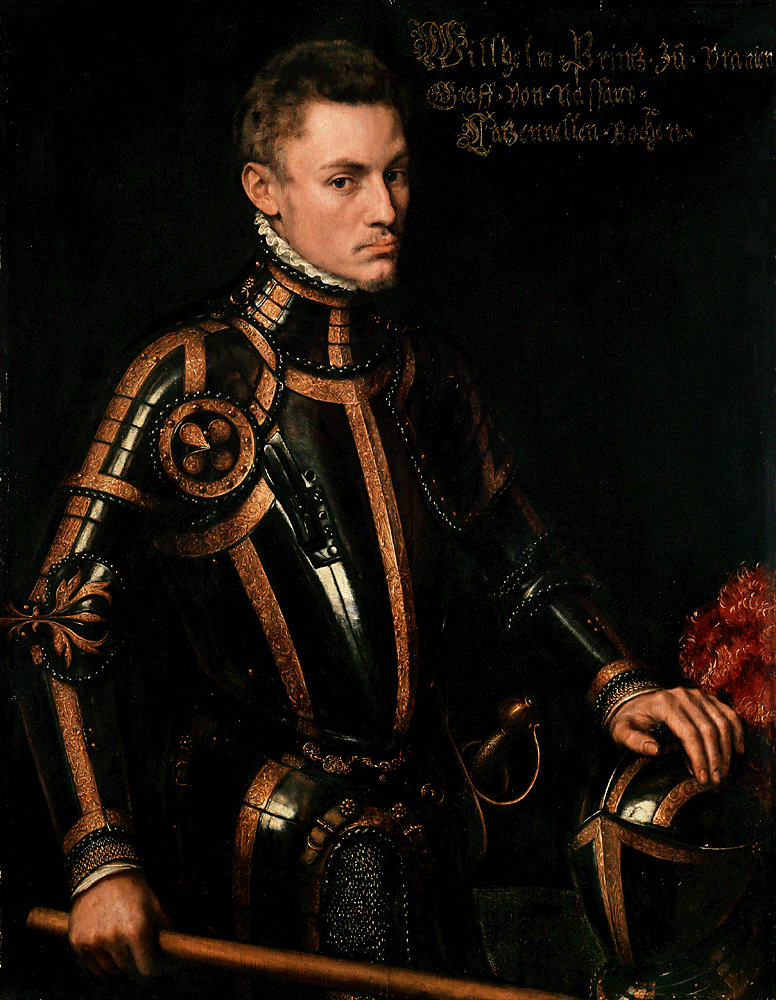
Guillem I d'Orange-Nassau al 1555

Encara que Carles V es resistia a la Reforma, governava els territoris dels països baixos del nord assenyadament amb moderació i consideració pels costums locals, sense perseguir les seves tradicions protestants a gran escala. Desafortunadament, el seu fill Felip II heretava la seva antipatia per als protestants però no la seva moderació.
Va sorgir un descontentament i Guillem (amb la seva infantesa luterana imprecisa) va defensar la població protestant (principalment calvinistes) de les Disset Províncies. Les coses s'empitjoraren en començar la Guerra dels vuitanta anys el 1568, però la sort es girà en el seu avantatge quan els rebels protestants, atacant des del mar del Nord, van capturar Brielle el 1572, una ciutat costanera de la província actual d'Holanda del Sud. Moltes ciutats de les Disset Províncies van començar a donar suport a Guillem. Durant la dècada de 1570 hagueren de defensar els seus territoris unes quantes vegades, però durant la dècada de 1580 les ciutats de l'interior esdevingueren segures. Guillem fou considerat una amenaça per part del rei espanyol i fou assassinat el 1584 per un assassí enviat per Felip.
Guillem va ser succeït pel seu segon fill Maurici, un protestant que demostrà ser un comandant militar excel·lent. Les seves habilitats militars i la manca de lideratge fort a Espanya després de la mort de Felip II (1598) li donaren oportunitats excel·lents de conquerir grans parts del territori holandès actual.
Maurici fou nomenat stadhouder (comandant militar) de la República de les Set Províncies Unides el 1585. En els primers anys del segle xvii van sorgir disputes entre els stadhouder i els regents de l'oligarquia - un grup de potents comerciants dirigits per Johan van Oldenbarnevelt - a causa que Maurici volia més poder per la República. Maurici va guanyar aquesta lluita arranjant l'assassinat judicial d'Oldenbarnevelt.

## Expansió del poder dinàstic
Maurici moria solter el 1625 sense deixar cap fill legítim. Fou succeït pel seu germanastre Frederic Enric, el fill més jove de Guillem I. En el moment de la seva mort, Maurici va instar al seu successor a casar-se tan aviat com fos possible. Unes quantes setmanes després es casava amb Amàlia de Solms-Braunfels. Frederic Enric i Amàlia van tenir un fill i unes quantes filles. Aquestes filles es van casar amb cases importants com la casa de Hohenzollern, però també amb els Nassaus de Frísia, que eren stadtholders d'aquella província. El seu únic fill Guillem es casava amb Maria, la filla més gran de Carles I d'Anglaterra. Aquests moviments dinàstics van ser dissenyats per Amàlia.

## Exili i ressurgència
Frederic Enric moria el 1647 i el seu fill el succeïa. En el moment en què el Tractat de Münster (1648) estava a punt de ser signat i s'estava acabant la guerra dels vuitanta anys, Guillem intentava estendre els seus poders més enllà dels militars per fer valuosa la seva funció per la pau, amb la gran angoixa dels regents (oligarques de les principals ciutats). Quan els regents de la ciutat d'Amsterdam, Andries Bicker, Cornelis de Graeff i Andries de Graeff, van rebutjar alguns alcaldes que havia assignat, va assetjar la ciutat.
El setge va provocar la ira dels regents i, desafortunadament, Guillem moria de verola el 6 de novembre de 1650, deixant només un fill pòstum, Guillem, nascut dos dies abans de la seva mort. D'aquesta manera, els regents utilitzaren l'oportunitat de deixar vacant el govern de stadhouder. El príncep acabat de néixer s'exiliava a una vida humiliant. Va sorgir una baralla sobre l'educació del jove príncep entre la seva mare i la seva àvia Amàlia (que sobrevisqué al seu marit durant 28 anys). Amàlia volia una educació encaminada a la ressurgència de la Casa d'Orange al poder, però Maria volia una educació anglesa pura. Els Estats generals d'Holanda i de Frísia s'implicaven en l'educació i feien de Guillem un "nen d'Estat" educat per l'Estat. La doctrina utilitzada en aquesta educació va provocar que Guillem es tornés molt dòcil als regents i als Estats.
La República de les Set Províncies Unides va ser atacada per França i Anglaterra el 1672. Després de successius enfrontaments amb Lluís XIV (1643-1715), passaren a França nombroses places flamenques, com Gravelines, Bourbourg (pau dels Pirineus, 1659), Douai, Lilla, Armentières, Bergues (Aquisgrà, 1668), Bailleul, Kassel (Nimega, 1678), etc.
La funció militar de stadhouder no era ja supèrflua i fou restaurat Guillem, convertint-se en stadhouder com Guillem III. Guillem reeixidament repel·lia la invasió i aconseguia més poder que els seus predecessors durant la guerra dels vuitanta anys. El 1677 es casava amb Maria Stuart, filla del futur rei Jaume II. El 1688 Guillem s'embarcava en una missió per deposar el seu sogre catòlic des del tron anglès. Ell i la seva muller es coronaven rei i reina d'Anglaterra l'11 d'abril de 1689. Amb l'accessió al tron anglès es convertia en el sobirà més fort de la Terra, l'únic capacitat per derrotar el rei Sol. Però moria sense fills després d'un accident al caure d'un cavall el 8 de març de 1702, deixant la Casa d'Orange extinta i Anglaterra a Anna.

## La segona vacant dels stadhouder
Els regents consideraven que havien patit sota el lideratge fort de Guillem III i van declarar vacant el govern dels stadtholder per segona vegada. La raó principal fou una baralla sobre el títol de Príncep d'Orange entre Joan Guillem d'Orange-Nassau dels Nassaus, que era l'hereu de Guillem III, i el rei de Prússia. El Rei de Prússia, Frederic era el legítim hereu per sang, net de Frederic Enric d'Orange-Nassau per línia maternal i el seu successor segons la seva voluntat. La solució presa fou que es permetia ostentar el títol als dos sol·licitants. Però el problema es va resoldre quan Lluís XIV va conquerir el principat d'Orange el 1713. Joan Guillem s'ofegava el 1711 a prop de Moerdijk i deixava un fill pòstum Guillem IV. Se'l proclamava stadhouder de Gueldre, Overijssel, Drenthe i Utrecht el 1722. Quan els francesos van envair el país el 1747, Guillem fou restaurat com stadhouder de la República holandesa, hereditari en línia tant paterna com materna.

## El final de la república
Guillem moria el 1751, deixant al seu fill de tres anys Guillem V com stadtholder. Com que era encara un menor, els regents van governar per a ell. Desafortunadament, els regents una vegada més deliberadament debilitaven el caràcter del governant futur, educant-lo per ser indecís, la qual cosa es reflectiria durant la resta de la seva vida. El seu matrimoni amb Guillemina de Prússia alleugeria una mica aquest defecte.
La incapacitat de Guillem per governar fou un factor més en l'esfondrament de la República holandesa, car la causa més important foren els regents corruptes. El 1787 sobrevisqué a un cop dels Patriots (revolucionaris democràtics) després que Prússia intervingués. Amb la invasió francesa del 1795 va haver de fugir per no retornar mai més.
Després de 1795 la Casa d'Orange-Nassau passà per un període difícil, sobrevivint en l'exili a altres corts europees, especialment de Prússia i Anglaterra. Guillem V moria el 1806.

## La monarquia (1815-)

### Un nou esperit: el regne unit dels Països Baixos

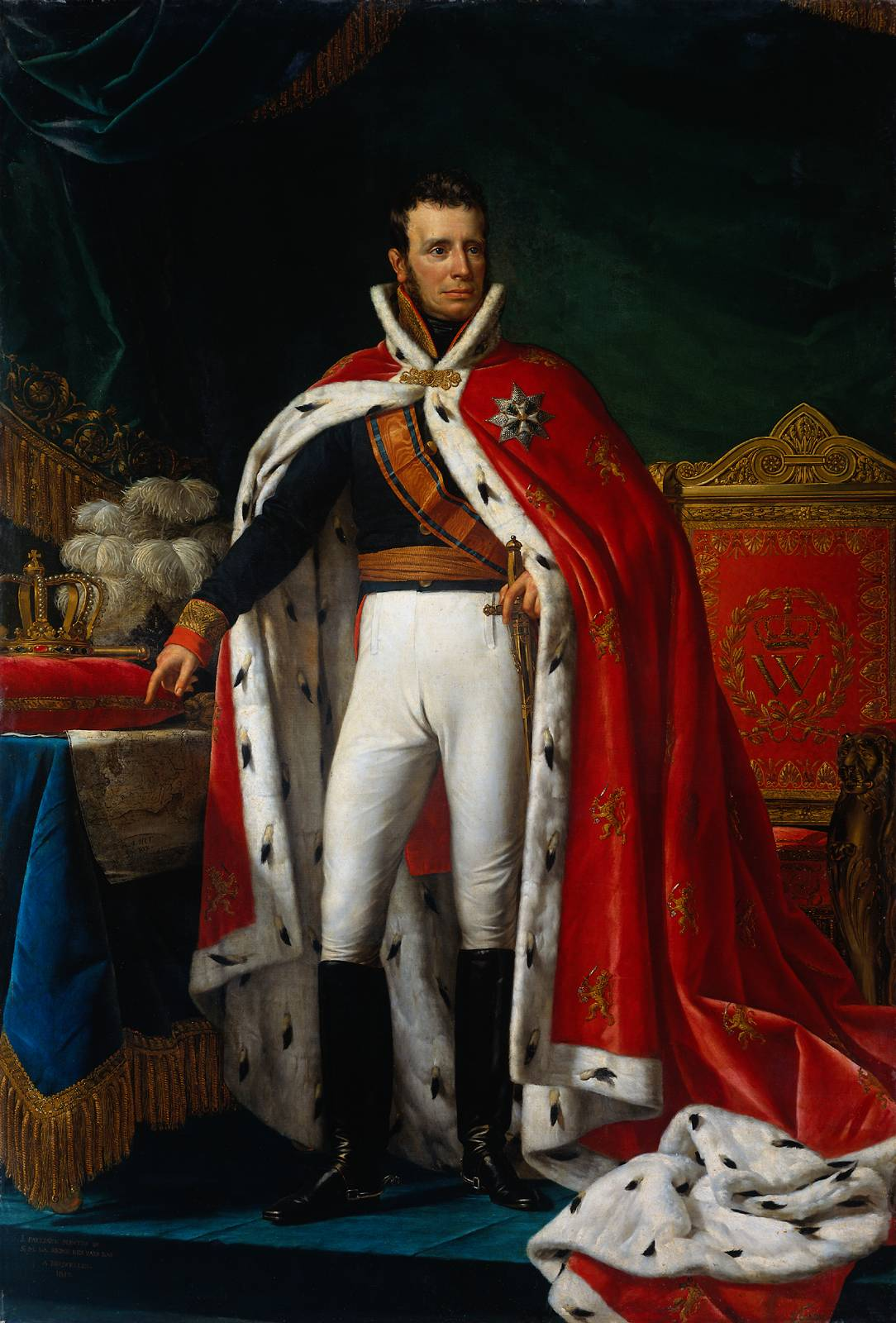
Guillem I dels Països Baixos al 1819

Els rebels holandesos expulsaren als francesos el 1813. Es donava virtualment per suposat que qualsevol nou govern l'hauria d'encapçalar Guillem VI, príncep d'Orange (conegut en neerlandès com Guillem Frederic), fill de Guillem V.
A la invitació del govern provisional, el príncep retornava als Països Baixos el 30 de novembre. Donava clarament el seu suport a aquest moviment el Regne Unit, que buscava maneres de reforçar els Països Baixos i negar l'accés fàcil d'agressors francesos. El 6 de desembre, Guillem proclamava el seu regnat com príncep sobirà hereditari. El 1814 l'anterior territori austríac dels Països Baixos (ara Bèlgica) era afegit al seu reialme. El 15 de març de 1815, amb el suport dels poders recollits al Congrés de Viena, Guillem es proclamava el rei "Guillem I dels Països Baixos". També se'l nomenava Gran Duc de Luxemburg. Els dos països romanien separats malgrat compartir un monarca comú.
Com a rei del Regne Unit dels Països Baixos, Guillem va tractar d'establir una cultura comuna, fomentant l'educació en neerlandès i el predomini de la religió calvinista, el que va provocar la resistència dels territoris del sud del país (que havien estat separats de la resta dels Països Baixos des del 1581), majoritàriament catòlics i francòfons. El rei Guillem es considerava un dèspota il·lustrat i no acabava de comprendre les idees liberals que s'estaven estenent per Europa.
Com a Príncep d'Orange conservava els seus drets a les terres dels Nassau (Dillenburg, Dietz, Beilstein, Hadamar i Siegen) al centre d'Alemanya. D'altra banda, el rei de Prússia Frederic Guillem III, cunyat i cosí de Guillem I, havia tractat de convertir-se en governant de Luxemburg, que considerava una herència de la Duquessa Anna de Luxemburg, morta més de tres segles abans. Al Congrés de Viena, els dos cunyats van acceptar un intercanvi. Frederic Guillem III va rebre les terres alemanyes dels Nassau i Guillem I es quedava amb Luxemburg, ambdues concessions estaven més pròximes als seus regnes.
El 1830 Bèlgica, conformada pels territoris al sud del regne dels Països Baixos, va declarar la seva independència i Guillem va començar una desastrosa guerra fins a 1839, quan es va veure obligat a signar la pau. Furiós per la derrota i amb el seu regne dividit, va decidir abdicar el 1840. El poder de la monarquia va ser reformat i limitat durant el regnat del seu fill Guillem II, mitjançant una constitució que el propi monarca va supervisar per evitar que el descontentament revolucionari s'estengués a seu país.

### Guillem III i l'amenaça de l'extinció de la dinastia
Guillem II va morir el 1849. Va ser succeït pel seu fill, el rei Guillem III, un home conservador i fins i tot reaccionari, que es trobava radicalment oposat a la constitució de 1848 i constantment va intentar formar els seus propis governs al marge del parlament holandès. El 1868 va intentar vendre el Gran Ducat de Luxemburg a França, el que provocaria un enfrontament entre Prússia i França, així com el descontentament dels propis luxemburguesos.
Guillem III va tenir un matrimoni infeliç amb Sofia de Württemberg i els seus tres fills homes van morir abans que ell, el que semblava crear la possibilitat d'extinció de la dinastia d'Orange-Nassau. Després de la mort de Sofia el 1877, el rei Guillem es va casar amb Emma de Waldeck-Pyrmont en 1879. Un any després la reina va donar a llum a una filla i hereva, Guillemina. A la mort de Guillem el 1890 la Casa d'Orange-Nassau es va extingir per línia masculina.
Com les dones no podien governar a Luxemburg a causa de l'existència de la Llei Sàlica, el Gran Ducat va passar a la Casa de Nassau-Weilburg, un llinatge col·lateral. La Casa d'Orange-Nassau es va perpetuar en 1909 amb el naixement de Juliana, però la casa reial holandesa seguiria sent petita fins que van néixer els quatre fills de Juliana en les dècades de 1930 i 1940.

### La monarquia moderna
Guillemina va ser reina dels Països Baixos durant 58 anys, des de 1890 a 1948. Com només tenia deu anys en 1890, la seva mare, la reina Emma, va actuar com a regent fins que va complir els 18 anys al 1898. Va ser un símbol de la resistència neerlandesa durant la Segona Guerra Mundial, i durant el seu govern es va restaurar l'autoritat moral de la monarquia. Després de cinquanta anys va decidir abdicar en la seva filla Juliana. La reina Juliana es va mostrar menys estricta que la seva mare i sota el seu govern la monarquia va rebre el sobrenom de "monarquia en bicicleta", ja que els membres de la família reial sovint viatjaven en bicicleta pel país. Es va produir un breu incident polític el 1966 quan la futura reina Beatriu va decidir casar-se amb Claus von Amsberg, un diplomàtic alemany. A causa del passat de von Amsberg com a membre de les Joventuts Hitlerianes i en la Wehrmacht la monarquia va haver de demanar permís al govern neerlandès perquè la princesa pogués casar-se. No obstant això, amb el pas del temps, el Príncep Claus es va convertir en un dels membres més populars de la monarquia neerlandesa i la seva mort en l'any 2002 va ser molt sentida a tot el país.
El 30 d'abril de 1980 la reina Juliana va abdicar en la seva filla Beatriu, que s'ha mostrat més professional que la seva mare. El 28 de gener de 2013, la reina Beatriu va anunciar la seva abdicació en favor del seu fill, després de 33 anys de regnat. "És temps per a una nova generació", va declarar a la nació la reina Beatriu, que va abdicar el 30 d'abril de 2013 a seu fill Guillem Alexandre d'Orange-Nassau.
El rei Guillem Alexandre, nascut el 27 d'abril de 1967, és el primer monarca home des de 1890. L'any 2002 es va casar amb l'argentina Máxima Zorreguieta, la parella reial ha tingut tres filles: Caterina Amàlia, Alèxia i Ariadna.